# Vincenzo Raffaelli
Vincenzo Raffaelli (Roma, 5 aprile 1783 – Roma, 20 marzo 1865) è stato un artista e mosaicista italiano.

## Biografia
Figlio di Giacomo, discendeva da una famiglia di fornaciari (o proprietari di fornace)  romani che fin dalla metà del Seicento fornivano la Fabbrica di San Pietro di tessere per mosaico. Intorno al 1775 suo padre Giacomo, con l'aiuto di Cesare Aguatti, ideò il micromosaico, formato da microtessere di smalto, cioè di materia vetrosa mescolata ad ossidi minerali che ne costituiscono il colore. Dei tre figli di Giacomo, Vincenzo è stato l'unico a seguire le orme del padre che lo ha istruito sulle tecniche e scelto come collaboratore.
Su Giacomo Raffaelli e sui suoi eredi, in particolare sul primogenito Vincenzo, restano importanti documenti nel Fondo Ceccarius, oggi alla Biblioteca nazionale centrale di Roma, acquisito dal Ministero della Pubblica Istruzione nel 1972, alla morte dello studioso e giornalista Giuseppe Ceccarelli (1889-1972), detto Ceccarius, che della famiglia Raffaelli era un discendente.

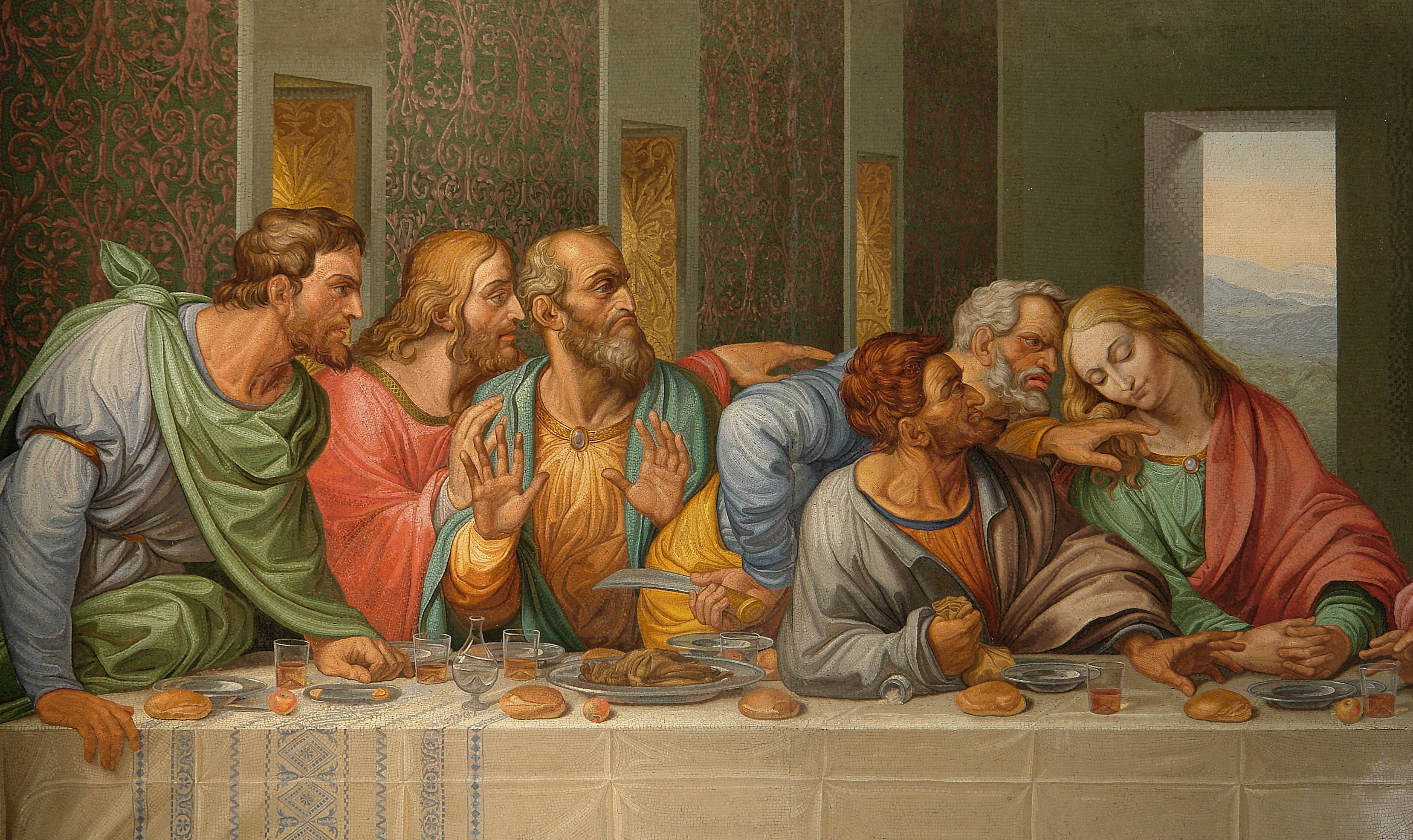
Giacomo Raffaelli, Ultima cena di Leonardo, mosaico, (Vienna) dett.

Tra questi documenti ci sono le Memorie di Vincenzo Raffaelli che si riferiscono anche all'impresa musiva di suo padre, cioè al mosaico a grandezza naturale dell'Ultima Cena di Leonardo da Vinci, realizzato dal 1810 al 1817, su richiesta di  Eugenio Beauharnais. Nel Fondo Ceccarius c'è anche una lettera di Vincenzo Raffaelli - scritta in data 28 novembre 1846 e indirizzata all'economo mons. Lorenzo Lucidi - in cui informa di essere stato un «assiduo collaboratore» di suo padre Giacomo, «avendovi eseguite varie figure compresa la principale, il Redentore». Descrive così gli smalti: «ivi erano infinita le varietà; tanto delle Carnaggioni delle 13 figure, quanto dei panneggiamenti, ed accessori».

### Soggiorno in Russia
Dopo la morte di Giacomo Raffaelli i suoi eredi vendettero parte dei mosaici da lui realizzati e la Fabbrica di San Pietro, il 22 gennaio 1844, acquisì quanto restava delle tessere, utilizzate per l'Ultima cena. Lo zar Nicola I nel 1846 invitò Vincenzo Raffaelli a San Pietroburgo, perché organizzasse una scuola per formare mosaicisti russi. Lo scopo era ricoprire interamente di mosaico le pareti della chiesa di Sant'Isacco, su modello della basilica di San Pietro in Vaticano. Impegnato in quel momento nella riparazione dell'arco di Galla Placidia, nella Basilica di San Paolo fuori le mura, danneggiato da un incendio, Vincenzo partì per la Russia nel 1849 e il mosaico di Galla Placidia fu rimontato da mosaicisti della Fabbrica di San Pietro.
In Russia Vincenzo Raffaelli si trovò di fronte ad inaspettate difficoltà: il fumo prodotto da resine del legno locale modificava i colori dello smalto, facendo riaffiorare metalli che componevano gli ossidi, usati per colorare il vetro. Vincenzo studiò nuove tecniche di fusione del vetro e riuscì anche a produrre l'avventurina, la cui formula era rimasta un segreto dei vetrai di Murano. Per l'operazione di pestaggio si servì di una innovativa macina di ferro, capace di schiacciare le sostanze e di raccoglierle direttamente in un bacile, prima che le polveri fossero respirate dagli operai. Il suo ritorno in patria fu amaro, perché da Roma furono chiamati in Russia il mosaicista Michelangelo Barberi con i suoi collaboratori. Tutta la vicenda è ampiamente nota, grazie al copialettere di Vincenzo Raffaelli, conservato nel Fondo Ceccarius.

## Albero genealogico
|  |  | Giacomo Raffaelli      |                        |                        |                        |                        |                        |                    |                    |                    |                    |                    |                    |                    |                    |                     |                     |                     |                     |                                            |                                            |                                            |                                            |                                            |                                            |                  |                  |                  |                  |                  |                  |  |  |  |  |  |  |  |  |  |  |  |  |  |  |  |  |
|  |  |                        |                        |                        |                        |                        |                        |                    |                    |                    |                    |                    |                    |                    |                    |                     |                     |                     |                     |                                            |                                            |                                            |                                            |                                            |                                            |                  |                  |                  |                  |                  |                  |  |  |  |  |  |  |  |  |  |  |  |  |  |  |  |  |
|  |  |                        |                        |                        |                        |                        |                        |                    |                    |                    |                    |                    |                    |                    |                    |                     |                     |                     |                     |                                            |                                            |                                            |                                            |                                            |                                            |                  |                  |                  |                  |                  |                  |  |  |  |  |  |  |  |  |  |  |  |  |  |  |  |  |
|  |  |                        |                        |                        |                        |                        |                        |                    |                    |                    |                    |                    |                    |                    |                    |                     |                     |                     |                     |                                            |                                            |                                            |                                            |                                            |                                            |                  |                  |                  |                  |                  |                  |  |  |  |  |  |  |  |  |  |  |  |  |  |  |  |  |
|  |  | Giovanni Raffaelli     | Giovanni Raffaelli     | Giovanni Raffaelli     | Giovanni Raffaelli     | Giovanni Raffaelli     | Giovanni Raffaelli     |                    |                    | Vincenzo Raffaelli | Vincenzo Raffaelli | Vincenzo Raffaelli | Vincenzo Raffaelli | Vincenzo Raffaelli | Vincenzo Raffaelli |                     |                     |                     |                     |                                            |                                            |                                            |                                            |                                            |                                            |                  |                  |                  |                  |                  |                  |  |  |  |  |  |  |  |  |  |  |  |  |  |  |  |  |
|  |  | Giovanni Raffaelli     | Giovanni Raffaelli     | Giovanni Raffaelli     | Giovanni Raffaelli     | Giovanni Raffaelli     | Giovanni Raffaelli     |                    |                    | Vincenzo Raffaelli | Vincenzo Raffaelli | Vincenzo Raffaelli | Vincenzo Raffaelli | Vincenzo Raffaelli | Vincenzo Raffaelli |                     |                     |                     |                     |                                            |                                            |                                            |                                            |                                            |                                            |                  |                  |                  |                  |                  |                  |  |  |  |  |  |  |  |  |  |  |  |  |  |  |  |  |
|  |  |                        |                        | Carolina Raffaelli     | Carolina Raffaelli     | Carolina Raffaelli     | Carolina Raffaelli     | Carolina Raffaelli | Carolina Raffaelli |                    |                    |                    |                    |                    |                    | Francesco Simonetti | Francesco Simonetti | Francesco Simonetti | Francesco Simonetti | Francesco Simonetti                        | Francesco Simonetti                        |                                            |                                            |                                            |                                            |                  |                  |                  |                  |                  |                  |  |  |  |  |  |  |  |  |  |  |  |  |  |  |  |  |
|  |  |                        |                        | Carolina Raffaelli     | Carolina Raffaelli     | Carolina Raffaelli     | Carolina Raffaelli     | Carolina Raffaelli | Carolina Raffaelli |                    |                    |                    |                    |                    |                    | Francesco Simonetti | Francesco Simonetti | Francesco Simonetti | Francesco Simonetti | Francesco Simonetti                        | Francesco Simonetti                        |                                            |                                            |                                            |                                            |                  |                  |                  |                  |                  |                  |  |  |  |  |  |  |  |  |  |  |  |  |  |  |  |  |
|  |  |                        |                        |                        |                        |                        |                        |                    |                    |                    |                    |                    |                    |                    |                    |                     |                     |                     |                     |                                            |                                            |                                            |                                            |                                            |                                            |                  |                  |                  |                  |                  |                  |  |  |  |  |  |  |  |  |  |  |  |  |  |  |  |  |
|  |  |                        |                        |                        |                        |                        |                        |                    |                    |                    |                    |                    |                    |                    |                    |                     |                     |                     |                     |                                            |                                            |                                            |                                            |                                            |                                            |                  |                  |                  |                  |                  |                  |  |  |  |  |  |  |  |  |  |  |  |  |  |  |  |  |
|  |  | Michelangelo Simonetti | Michelangelo Simonetti | Michelangelo Simonetti | Michelangelo Simonetti | Michelangelo Simonetti | Michelangelo Simonetti |                    |                    | Attilio Simonetti  | Attilio Simonetti  | Attilio Simonetti  | Attilio Simonetti  | Attilio Simonetti  | Attilio Simonetti  |                     |                     | Scipione Simonetti  | Scipione Simonetti  | Scipione Simonetti                         | Scipione Simonetti                         | Scipione Simonetti                         | Scipione Simonetti                         |                                            |                                            | Ettore Simonetti | Ettore Simonetti | Ettore Simonetti | Ettore Simonetti | Ettore Simonetti | Ettore Simonetti |  |  |  |  |  |  |  |  |  |  |  |  |  |  |  |  |
|  |  | Michelangelo Simonetti | Michelangelo Simonetti | Michelangelo Simonetti | Michelangelo Simonetti | Michelangelo Simonetti | Michelangelo Simonetti |                    |                    | Attilio Simonetti  | Attilio Simonetti  | Attilio Simonetti  | Attilio Simonetti  | Attilio Simonetti  | Attilio Simonetti  |                     |                     | Scipione Simonetti  | Scipione Simonetti  | Scipione Simonetti                         | Scipione Simonetti                         | Scipione Simonetti                         | Scipione Simonetti                         |                                            |                                            | Ettore Simonetti | Ettore Simonetti | Ettore Simonetti | Ettore Simonetti | Ettore Simonetti | Ettore Simonetti |  |  |  |  |  |  |  |  |  |  |  |  |  |  |  |  |
|  |  |                        |                        |                        |                        |                        |                        |                    |                    |                    |                    |                    |                    |                    |                    |                     |                     |                     |                     |                                            |                                            |                                            |                                            |                                            |                                            |                  |                  |                  |                  |                  |                  |  |  |  |  |  |  |  |  |  |  |  |  |  |  |  |  |
|  |  | Amedeo Simonetti       | Amedeo Simonetti       | Amedeo Simonetti       | Amedeo Simonetti       | Amedeo Simonetti       | Amedeo Simonetti       |                    |                    |                    |                    | Aldo Simonetti     | Aldo Simonetti     | Aldo Simonetti     | Aldo Simonetti     | Aldo Simonetti      | Aldo Simonetti      |                     |                     | Dino Terra pseudonimo di Armando Simonetti | Dino Terra pseudonimo di Armando Simonetti | Dino Terra pseudonimo di Armando Simonetti | Dino Terra pseudonimo di Armando Simonetti | Dino Terra pseudonimo di Armando Simonetti | Dino Terra pseudonimo di Armando Simonetti |                  |                  |                  |                  |                  |                  |  |  |  |  |  |  |  |  |  |  |  |  |  |  |  |  |
|  |  | Amedeo Simonetti       | Amedeo Simonetti       | Amedeo Simonetti       | Amedeo Simonetti       | Amedeo Simonetti       | Amedeo Simonetti       |                    |                    |                    |                    | Aldo Simonetti     | Aldo Simonetti     | Aldo Simonetti     | Aldo Simonetti     | Aldo Simonetti      | Aldo Simonetti      |                     |                     | Dino Terra pseudonimo di Armando Simonetti | Dino Terra pseudonimo di Armando Simonetti | Dino Terra pseudonimo di Armando Simonetti | Dino Terra pseudonimo di Armando Simonetti | Dino Terra pseudonimo di Armando Simonetti | Dino Terra pseudonimo di Armando Simonetti |                  |                  |                  |                  |                  |                  |  |  |  |  |  |  |  |  |  |  |  |  |  |  |  |  |
|  |  | Virgilio Simonetti     |                        |                        |                        |                        |                        |                    |                    |                    |                    |                    |                    |                    |                    |                     |                     |                     |                     |                                            |                                            |                                            |                                            |                                            |                                            |                  |                  |                  |                  |                  |                  |  |  |  |  |  |  |  |  |  |  |  |  |  |  |  |  |